# Krokoms kommun
Krokom kommune ligger landskapet Jämtland i Jämtlands län i Sverige. Kommunens administrationscenter ligger i byen Krokom. Kommunen ligger ved grænsen til Norge og grænser til Åre kommun i syd, Östersunds kommun i øst, og Strömsunds kommun i nord.

## Byer
Krokom kommune havde elleve byer i 2005.
Indbyggere pr. 31. december 2005.
| #   | Byområder   | Indbyggertal |
| --- | ----------- | ------------ |
| 1.  | Krokom      | 2.087        |
| 2.  | Ås          | 1.097        |
| 3.  | Nälden      | 881          |
| 4.  | Föllinge    | 509          |
| 5.  | Dvärsätt    | 437          |
| 5.  | Östersund   | 437*         |
| 7.  | Änge        | 387          |
| 8.  | Aspås       | 352          |
| 9.  | Trångsviken | 269          |
| 10. | Vaplan      | 259          |
| 11. | Ytterån     | 203          |

- *En mindre del af Östersund ligger i Krokom kommune.

## Søer i kommunen
Nogle kan ligge i flere kommuner.
- Alsensjön
- Burvattnet
- Fisklössjön
- Gärdesjön
- Hemtjärnen
- Hotagssjön
- Korsvattnet
- Kriken
- Landösjön
- Laxsjön
- Långvattnet
- Mellsjön
- Mjölkvattnet
- Mussjön
- Näldsjön
- Oldsjön
- Rönnösjön
- Rörtjärnen
- Stensjön
- Storsjön
- Trolltjärnen
- Västsjön
- Åkersjön
- Ångsjön

## Vandløb i kommunen
- Indalsälven
- Långan

## Venskabsbyer
Krokom kommune har to venskabsbyer:
| Sted og land Jilin, Kina Haninge kommun, Sverige | Siden 2005 1999 |

## Eksterne kilder og henvisninger
1. ↑  Folkmängd i riket, län och kommuner 30 september 2012 och befolkningsförändringar 1 juli - 30 september 2012. Statistiska centralbyrån (30. september 2012). Besøgt 25. december 2012.

- Wikimedia Commons har flere filer relateret til Krokoms kommun
- Officiel hjemmeside for Krokoms kommun

63°19′N 14°30′Ø / 63.317°N 14.500°Ø